# La Blanqueada
La Blanqueada est un quartier de Montevideo en Uruguay. C'est une zone résidentielle placée à 10 minutes en voiture du centre de la ville, sur l'avenue du 8 octobre.

## Histoire
Son nom, selon le géographe originaire de Minorque installé en Uruguay à la fin du XIXe siècle Orestes Araújo, découlerait de l'existence d'une maison de commerce peinte en blanc au début du peuplement humain de la zone. Le quartier appartient au Centre Communal Zonal n.º 4 de Montevideo.
Le quartier s'étend autour de l'avenue du 8 Octobre, entre les boulevards Artigas, José Batlle et Ordóñez, et les avenues d'Italie et de Monte Caseros. Le quartier est aussi parcouru par quelques-unes des rues les plus importantes de Montevideo, l'avenue Luis Alberto de Herrera et l'avenue Centenario.
Le quartier a en premier lieu une importance historique, puisque sur la Quinta de la Paraguaya (aujourd'hui les rues Garibaldi et l'avenue du 8 Octobre) José Artigas a été proclamé Chef des Orientaux, en 1811.
La Blanqueada est également un quartier important dans l'histoire du football, puisque la première partie de foot jouée sur la rive orientale du Río Uruguay, a eu lieu en 1881 sur le ground de la Blanqueada entre deux institutions sportives anglaises, le Montevideo Rowing Club et le Montevideo Cricket Club.

## Actualité
Aujourd'hui, La Blanqueada se caractérise comme étant l'un des quartiers qui croît le plus rapidement de la capitale uruguayenne. Le prix du mètre carré dans cette zone, est un de ceux qui hausse le plus vite. Il aussi s'agit d'un des quartiers les plus cotés par les citoyens argentins qui planifient de s'installer dans le pays.

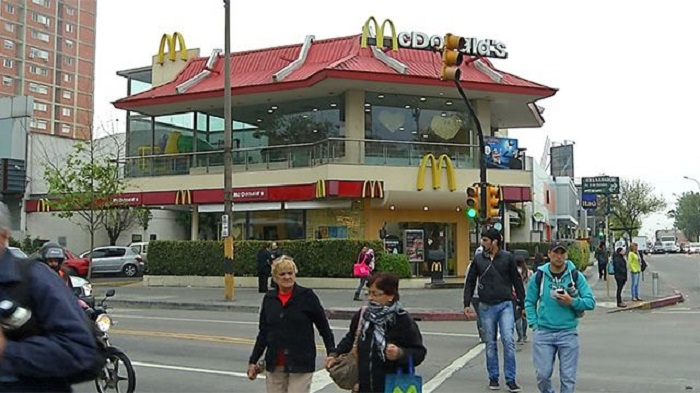
Le croisement de l'Avenue du 8 Octobre et du Boulevard José Batlle y Ordóñez, coin historique du quartier.

## Culture

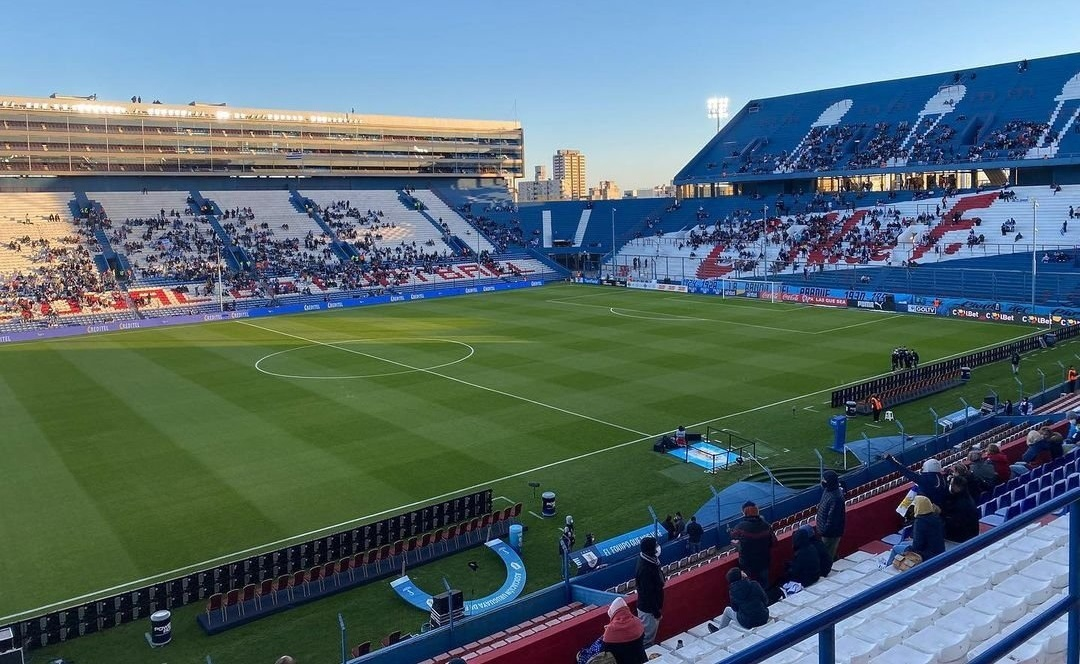
Le Stade Gran Parque Central, dans le cœur du quartier de La Blanqueada.

Le quartier abrite le siège social du Club National de Football et le Stade Gran Parque Central (appartenant au même club), où s'est joué la première partie d'une Coupe du Monde, le 13 juillet 1930 entre les sélections des États-Unis et de la Belgique. Le Stade Centenario, d'où la sélection uruguayenne est sorti gagnante de ce premier Mondial en 1930 est voisin du quartier, .
A côté du 8 Octobre et de la Garibaldi se trouve le Ministère de la Défense Nationale de l'Uruguay. Il se loge dans un bâtiment qui est patrimoine historique de Montevideo, le petit hôtel bâti par l'architecte Joseph Carré pour Carolina Blixen de Castro en 1917.
Dans ce quartier, au coin du 8 Octobre et de la rue Mariano Brun, a habité la poétesse Juana de Ibarbourou.
Le dramaturge Florencio Sánchez a habité aussi temporairement dans le quartier.